# Котовський Дмитро Володимирович
Дмитро Володимирович Котовський (8 листопада 2001) — український фристайліст, фахівець із лижної акробатики.
Учасник XXIV зимових Олімпійських ігор у Пекіні.

## Спортивна кар'єра
Сезон 2022–23 розпочав 4 грудня з двадцятого місця на етапі Кубка світу в фінському місті Рука. Через тиждень виступив на етапах Кубка Європи, які також відбулися в Руці. У перший день змагань став чотирнадцятим, а у другий — виграв срібну медаль.
21 та 22 січня здобув свої перші нагороди на етапах Кубка світу. На змаганнях які відбулися в Ла-Релайсі спершу виграв бронзову медаль, а на другий день змагань срібну.
3 лютого, на етапі Кубка світу в Дір-Веллі, Котовський здобув свою першу перемогу на змаганнях такого рівня. У фіналі він чисто виконав стрибок «Ураган» (потрійне сальто з п’ятьма гвинтами), отримавши 138,82 балів за нього. Цей результат став новим рекордом України, а також шостим результатом в історії.

## Спортивні результати

### Виступи на Олімпійських іграх
| Рік  | Місце проведення | Дисципліна | Результат |
| ---- | ---------------- | ---------- | --------- |
| 2022 | Пекін, Китай     | акробатика | 15        |

### Виступи на чемпіонатах світу
| Рік                           | Місце проведення              | А                             | КА                            |
| Чемпіонат світу серед юніорів | Чемпіонат світу серед юніорів | Чемпіонат світу серед юніорів | Чемпіонат світу серед юніорів |
| ----------------------------- | ----------------------------- | ----------------------------- | ----------------------------- |
| 2018                          | Раубичі/Мінськ, Білорусь      | 20                            | Н/Д                           |
| 2019                          | К'єза-ін-Вальмаленко, Італія  | 4                             | Н/Д                           |
| Чемпіонат світу               |                               |                               |                               |
| 2021                          | Алмати, Казахстан             | 6                             | 5                             |
| 2023                          | Бакуріані, Грузія             | 15                            | 3                             |
| 2025                          | Енгадін, Швейцарія            | 17                            | 2                             |

### Виступи на Кубках світу
| Сезон   | Дата            | Місце проведення   | Місце | Очки | Загалом | Загалом |
| Сезон   | Дата            | Місце проведення   | Місце | Очки | Місце   | Очки    |
| ------- | --------------- | ------------------ | ----- | ---- | ------- | ------- |
| 2018–19 | 23 лютого 2019  | Мінськ, Білорусь   | 24    | 7    | 43      | 7       |
| 2019–20 | 7 лютого 2020   | Дір-Веллі, США     | 22    | 9    | 44      | 9       |
| 2020–21 | 4 грудня 2020   | Рука, Фінляндія    | 9     | 29   | 22      | 78      |
| 2020–21 | 30 січня 2021   | Раубичі, Білорусь  | 12    | 22   | 22      | 78      |
| 2020–21 | 6 лютого 2021   | Дір-Веллі, США     | 13    | 20   | 22      | 78      |
| 2020–21 | 13 березня 2021 | Алмати, Казахстан  | 24    | 7    | 22      | 78      |
| 2021–22 | 2 грудня 2021   | Рука, Фінляндія    | 6     | 40   | 9       | 168     |
| 2021–22 | 3 грудня 2021   | Рука, Фінляндія    | 35    | 0    | 9       | 168     |
| 2021–22 | 10 грудня 2021  | Рука, Фінляндія    | 10    | 26   | 9       | 168     |
| 2021–22 | 11 грудня 2021  | Рука, Фінляндія    | 7     | 36   | 9       | 168     |
| 2021–22 | 5 січня 2022    | Ла-Релайс, Канада  | 15    | 16   | 9       | 168     |
| 2021–22 | 12 січня 2022   | Дір-Веллі, США     | 4     | 50   | 9       | 168     |
| 2022–23 | 4 грудня 2022   | Рука, Фінляндія    | 20    | 11   | 2       | 371     |
| 2022–23 | 21 січня 2023   | Ла-Релайс, Канада  | 3     | 60   | 2       | 371     |
| 2022–23 | 22 січня 2023   | Ла-Релайс, Канада  | 2     | 80   | 2       | 371     |
| 2022–23 | 3 лютого 2023   | Дір-Веллі, США     | 1     | 100  | 2       | 371     |
| 2022–23 | 5 березня 2023  | Енгадін, Швейцарія | 1     | 100  | 2       | 371     |
| 2022–23 | 19 березня 2023 | Алмати, Казахстан  | 13    | 20   | 2       | 371     |
| 2023–24 | 3 грудня 2023   | Рука, Фінляндія    | 3     | 60   | 12      | 153     |
| 2023–24 | 16 грудня 2023  | Чанчунь, Китай     | 25    | 6    | 12      | 153     |
| 2023–24 | 2 лютого 2024   | Дір-Веллі, США     | 21    | 10   | 12      | 153     |
| 2023–24 | 10 лютого 2024  | Лак-Бопорт, Канада | 5     | 45   | 12      | 153     |
| 2023–24 | 11 лютого 2024  | Лак-Бопорт, Канада | 8     | 32   | 12      | 153     |
| 2023–24 | 10 березня 2024 | Алмати, Казахстан  | DNS   | DNS  | 12      | 153     |
| 2024–25 | 18 січня 2025   | Лейк-Плесід, США   | 14    | 18   | 9       | 210     |
| 2024–25 | 25 січня 2025   | Лак-Бопорт, Канада | 16    | 15   | 9       | 210     |
| 2024–25 | 26 січня 2025   | Лак-Бопорт, Канада | 6     | 40   | 9       | 210     |
| 2024–25 | 7 лютого 2025   | Дір-Веллі, США     | 2     | 80   | 9       | 210     |
| 2024–25 | 23 лютого 2025  | Бейдаху, Китай     | 14    | 18   | 9       | 210     |
| 2024–25 | 2 березня 2025  | Алмати, Казахстан  | 10    | 26   | 9       | 210     |
| 2024–25 | 13 березня 2025 | Лівіньйо, Італія   | 18    | 13   | 9       | 210     |

### Виступи на Кубках Європи
| Сезон   | Дата              | Місце проведення             | Місце |
| ------- | ----------------- | ---------------------------- | ----- |
| 2017–18 | 1 грудня 2017     | Рука, Фінляндія              | 32    |
| 2017–18 | 2 грудня 2017     | Рука, Фінляндія              | DNS   |
| 2017–18 | 16 лютого 2018    | Мінськ, Білорусь             | 19    |
| 2017–18 | 17 лютого 2018    | Мінськ, Білорусь             | 19    |
| 2017–18 | 18 березня 2018   | Айроло, Швейцарія            | 13    |
| 2018–19 | 30 листопада 2018 | Рука, Фінляндія              | 18    |
| 2018–19 | 1 грудня 2018     | Рука, Фінляндія              | 13    |
| 2018–19 | 22 березня 2019   | Айроло, Швейцарія            | 14    |
| 2018–19 | 23 березня 2019   | Айроло, Швейцарія            | 6     |
| 2018–19 | 31 березня 2019   | К'єза-ін-Вальмаленко, Італія | 23    |
| 2018–19 | 1 квітня 2019     | К'єза-ін-Вальмаленко, Італія | 7     |
| 2019–20 | 29 листопада 2019 | Рука, Фінляндія              | 31    |
| 2019–20 | 30 листопада 2019 | Рука, Фінляндія              | 18    |
| 2019–20 | 14 лютого 2020    | Буковель, Україна            | 4     |
| 2019–20 | 15 лютого 2020    | Буковель, Україна            | 1     |
| 2020–21 | 11 грудня 2020    | Рука, Фінляндія              | 25    |
| 2020–21 | 12 грудня 2020    | Рука, Фінляндія              | 3     |
| 2020–21 | 1 березня 2021    | Айроло, Швейцарія            | 9     |
| 2021–22 | 18 березня 2022   | Айроло, Швейцарія            | 14    |
| 2021–22 | 19 березня 2022   | Айроло, Швейцарія            | 10    |
| 2021–22 | 23 березня 2022   | К'єза-ін-Вальмаленко, Італія | 4     |
| 2021–22 | 24 березня 2022   | К'єза-ін-Вальмаленко, Італія | 1     |
| 2022–23 | 9 грудня 2022     | Рука, Фінляндія              | 14    |
| 2022–23 | 10 грудня 2022    | Рука, Фінляндія              | 2     |

## Участь в Олімпійських іграх
Дебютував на зимових Олімпійських іграх у Пекіні в індивідуальній кваліфікації, посівши підсумкове 15 місце